# Озёра Карелии

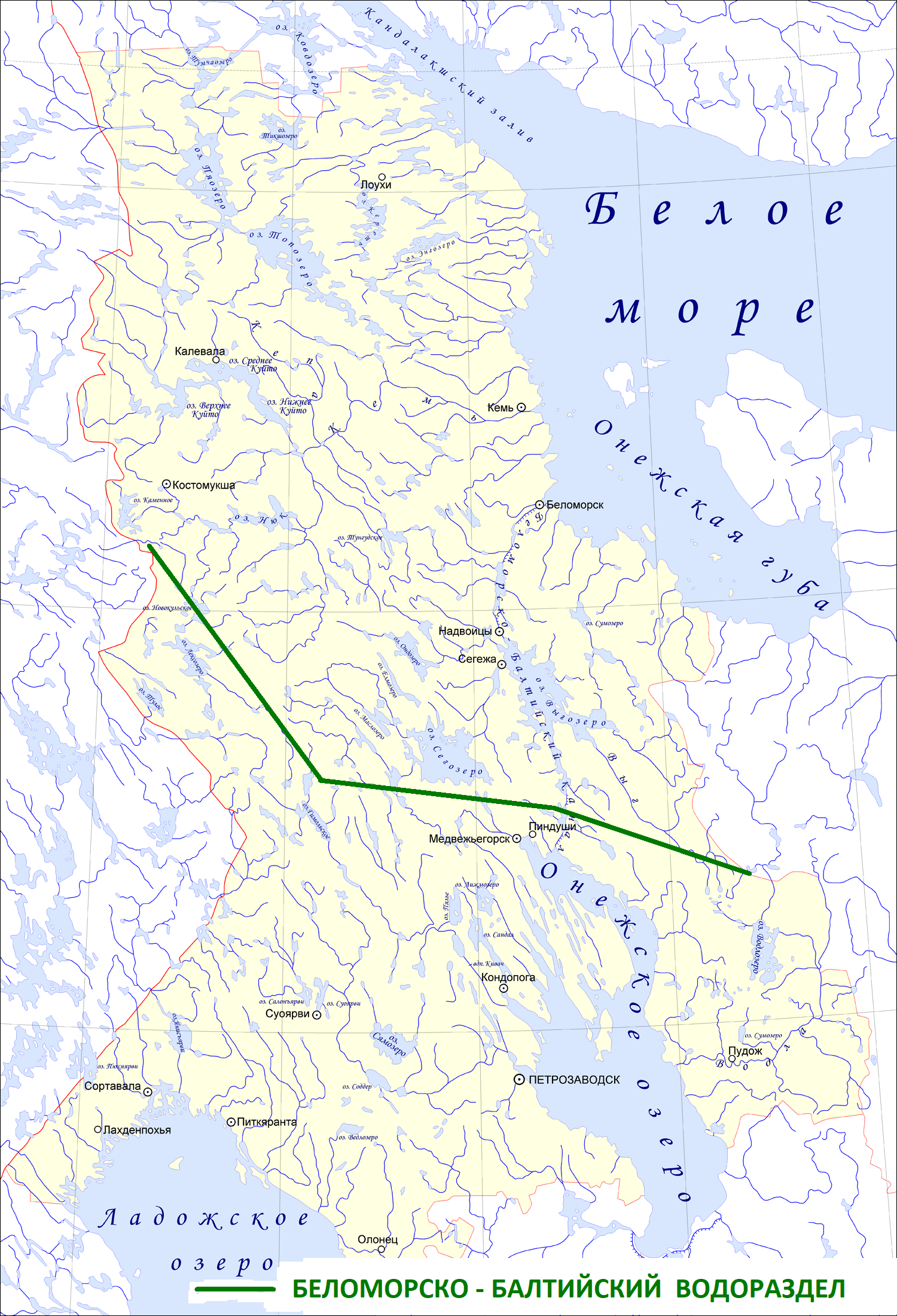
Гидрографическая сеть Республики Карелия
Озёра Каре́лии — природные водоёмы на территории Республики Карелия.

## Общие сведения
В общей сложности на территории республики находится более 73 000 водоемов различного генезиса и размера площадью более 0,1 га. Естественных озёр, площадью более 1 га, в республике более 28 000, в том числе более 20 га — около 5990, а более 1 км² — 1667. Около 45 000 водоёмов имеют площади от 0,1 до 1 га. Доля естественных водоёмов составляет более 99 %. Общая площадь водного покрытия составляет около 36 000 км², в том числе естественными водоёмами — около 34 000 км² (с учётом включённых в водохранилища). Без учёта Ладоги и Онеги общая площадь водного покрытия составляет около 19 000 км². Суммарный запас воды в озёрах и водохранилищах Карелии составляет 145,2 км³.
На территории Республики Карелия находятся крупнейшие пресноводные озёра Европы — 40 % акватории Ладожского озера и 80 % акватории Онежского озера. Среди других крупных озёр — Выгозеро (1140 км²), Топозеро, Сегозеро и Пяозеро (суммарной площадью более 2,5 тыс. км²), Водлозеро, озёра Куйто, Сямозеро и другие. В группе десятков тысяч малых водоёмов преобладают бессточные озёра, представленные болотными и лесными ла́мбами. Из общего числа озёр площадь лишь двадцати трёх озёр превышает 100 км².
| Площадь, км² | Количество, шт |
| ------------ | -------------- |
| Более 100    | 23             |
| от 10 до 100 | 160            |
| от 2 до 10   | 710            |
| от 1 до 2    | 774            |

|    | Озеро            | Площадь зеркала (км²) | Объём (км³) | Страна           |
| -- | ---------------- | --------------------- | ----------- | ---------------- |
| 1  | Ладожское озеро  | 17 678                | 908         | Россия           |
| 2  | Онежское озеро   | 9720                  | 285         | Россия           |
| 3  | Венерн           | 5550                  | 180         | Швеция           |
| 4  | Чудско-Псковское | 3550                  | 25,2        | Россия · Эстония |
| 5  | Веттерн          | 1900                  | 72          | Швеция           |
| 6  | Сайма            | 1800                  | 36          | Финляндия        |
| 7  | Белое            | 1290                  | 5,2         | Россия           |
| 8  | Ильмень          | 1200                  | 12,0        | Россия           |
| 9  | Меларен          | 1140                  | 10,0        | Швеция           |
| 10 | Выгозеро         | 1140                  | 7,1         | Россия           |

Коэффициент озёрности (с учётом площадей частей Онежского и Ладожского озёр в границах Карелии) составляет около 18 %, являясь одним из самых высоких в мире. В этом отношении Карелии уступают богатые внутренними водоёмами страны — Финляндия, Швеция и Канада с озёрностью 8-15 %.
Озёра Карелии относятся к бассейнам двух морей — Белого и Балтийского. Водораздел начинается севернее Западно-Карельской возвышенности у озера Ровкульского, затем проходит южнее озера Сегозеро, пересекает район между Онежским озером и озером Выгозеро и далее на юго-восток в сторону Пудожского района. Высота водораздела 100—150 м. Большая часть озёр относится к бассейну Белого моря и расположена в северной части Карелии. Запас воды в озёрах и водохранилищах Карелии, относящихся к бассейну Белого моря, составляет 113,7 км³ (78,3 %), относящихся к бассейну Балтийского моря — 31,5 км³ (21,7 %, в том числе бассейн Онежского озера — 19,1 км³, бассейн Ладожского озера — 12,4 км³).
Котловины большинства озёр возникли в результате образования тектонических разломов в первичных породах земной коры, которые затем были сглажены при движении ледника. Соответственно направлению движения ледника, большинство озёр имеют форму вытянутую с северо-запада на юго-восток.
В статье приведён перечень некоторых озёр, имеющих хозяйственное значение: промысловое, рекреационное, гидротехническое. Использованы данные справочника «Озёра Карелии» 1959 года, сноски на данные из других источников указаны особо.

## Озёра бассейна Балтийского моря
Онежское озеро
Основная статья: Онежское озеро

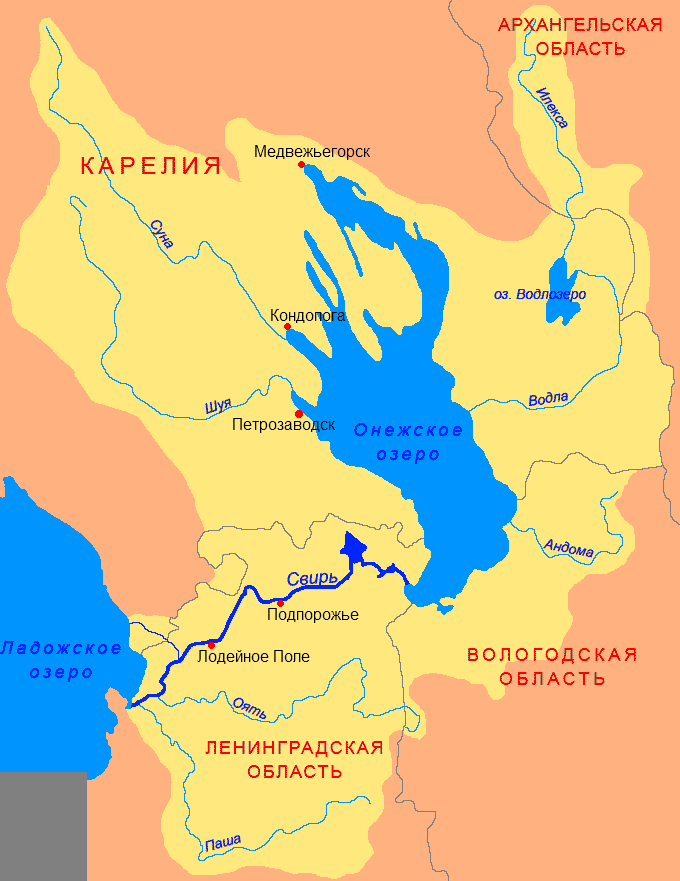
Схема бассейна реки Свирь и Онежского озера

Онежское озеро — наиболее крупный водоём Карелии. Расположено в юго-восточной части Республики Карелия (южные районы озера в пределах Вологодской и Ленинградской областей). На берегах Онежского озера расположены города Петрозаводск, Кондопога и Медвежьегорск. В Онежское озеро впадают около 50 рек, а вытекает только одна — Свирь.
Площадь озера без островов составляет от 9,7 тыс. км² объём водной массы — 295 км³; длина с юга на север — 248 км, наибольшая ширина — 96 км. Средняя глубина — 30 м, а максимальная — 127 м. Высота над уровнем моря — 33,3 м, длина береговой линии 1810 км, с островами — 2699 км.
Северные берега скалистые, сильно изрезанные, южные — преимущественно низкие, нерасчленённые. В северной части глубоко впадают в материк многочисленные губы, вытянутые словно клещи рака. Здесь далеко в озеро вдаётся огромный Заонежский полуостров, южнее которого лежит остров Большой Клименецкий. К западу от них находится самая глубокая (до 100 м и более) часть озера — залив Большое Онего с губами Кондопожской (с глубинами до 78 м), Илем-Горской (42 м), Лижемской (82 м) и Уницкой (44 м). К юго-западу от Большого Онего находится Петрозаводское Онего со своими заливами Петрозаводской губой и небольшими Ялгубой и Пиньгубой. К востоку от Заонежья вытянулся на север залив, северная часть которого называется Повенецким, а южная — Заонежским заливом. Глубокие участки чередуются здесь с мелями и группами островов, которые расчленяют залив на несколько частей. Самый южный из этих участков — залив Малое Онего с глубинами 40—50 м. У берегов озера множество камней.
Средняя глубина озера составляет 30 м, максимальная глубина в наиболее глубоководной северной части озера достигает 120 м. Средняя глубина в центральной части составляет 50—60 м, ближе к югу дно поднимается до 20—30 м. Для Онежского озера характерны многочисленные резко выраженные повышения и понижения дна. В северной части озера много желобов, чередующихся с высокими подъёмами дна, образующими банки, на которых часто ловят рыбу промышленные траулеры. Значительная часть дна покрыта илом. Типичными формами являются луды (мелководные каменистые мели), сельги (глубоководные повышения дна с каменистыми и песчаными грунтами, в южной части озера), подводные кряжи и гряды, а также впадины и ямы. Подобный рельеф создаёт благоприятные условия для жизни рыб.
Для режима Онежского озера характерен весенний подъём воды, который продолжается 1,5—2 месяца, при годовой амплитуде уровня воды до 0,9—1 м. Сток из озера зарегулирован Верхнесвирской ГЭС. Реки приносят до 74 % приходной части водного баланса (15,6 км³ в год), 25 % приходится на атмосферные осадки. 84 % расходной части водного баланса приходится на сток из озера по реке Свирь (в среднем 17,6 км³ в год), 16 % — на испарение с водной поверхности. Наивысшие уровни воды озера в июне — августе, низшие — в марте — апреле. Наблюдаются частые волнения, штормовые волны доходят до 2,5 м высоты. Озеро замерзает в центральной части в середине января, в прибрежной части и в заливах — в конце ноября — декабре. В конце апреля вскрываются устья притоков, открытая часть озера — в мае. Вода в открытых глубоких частях озера прозрачная, с видимостью до 7—8 м. В заливах немного меньше, до одного метра и менее. Вода пресная, с минерализацией 10 мг/л.
| Озёра бассейна Онежского озера (неполный список) | Озёра бассейна Онежского озера (неполный список) | Озёра бассейна Онежского озера (неполный список) | Озёра бассейна Онежского озера (неполный список)                                       | Озёра бассейна Онежского озера (неполный список) | Озёра бассейна Онежского озера (неполный список) | Озёра бассейна Онежского озера (неполный список) | Озёра бассейна Онежского озера (неполный список) | Озёра бассейна Онежского озера (неполный список) |
| Название                                         | Где расположено (район)                          | Координаты центра                                | Вытекающие реки                                                                        | Площадь, км²                                     | Длина (макс), км                                 | Ширина (макс), км                                | Высота над уровнем моря, м                       | Прочее |
| ------------------------------------------------ | ------------------------------------------------ | ------------------------------------------------ | -------------------------------------------------------------------------------------- | ------------------------------------------------ | ------------------------------------------------ | ------------------------------------------------ | ------------------------------------------------ | --- |
| Водлозеро                                        | Пудожский район                                  | 62°20′ с. ш. 36°51′ в. д.                        | Сухая Водла и Вама, образующие реку Водла                                              | 334                                              | 36.2                                             | 15.9                                             | 136.1                                            | Находится на территории Водлозерского национального парка. C 1935 года является сезонным водохранилищем для регулирования стока рек Вамы и Сухой Водлы. |
| Салонъярви                                       | Суоярвский район                                 | 62°12′ с. ш. 32°16′ в. д.                        | Каратйоки, проток с плотиной в озеро Суоярви                                           | 46                                               | 20.7                                             | 6                                                | 137                                              | Между озёрами Суоярви и Салонъярви в 1941 году имелся промежуточный оборонительный рубеж, где столкнулись 1228-й стрелковый полк 368-й стрелковой дивизии, усиленный отдельной стрелковой ротой дивизии, и 11-й егерский батальон и рота 303-го пехотного полка. |
| Суоярви                                          | Суоярвский                                       | 62°10′ с. ш. 32°24′ в. д.                        | двумя рукавами вытекает река Шуя.                                                      | 58.5                                             | 20.5                                             | 4.7                                              | 139                                              | |
| Сямозеро                                         | Пряжинский район                                 | 61°55′ с. ш. 33°11′ в. д.                        | связано с Шуей через реку Сяпсю                                                        | 266                                              | 24.6                                             | 15.1                                             | 106.5                                            | Находится в часе езды на машине от Петрозаводска. На озере никогда не было ни одного крупного предприятия или какого-либо гидротехнического сооружения, что создаёт благоприятные условия для туризма и отдыха.                                                  |
| Нижний Кивач                                     | Пряжинский                                       | 62°09′ с. ш. 32°55′ в. д.                        | плёсовый участок реки Кивач                                                            | 2.18                                             | 3.5                                              | 1.6                                              | 122.2                                            | В озере обитает только один вид рыбы — окунь, организованного промысла нет. |
| Кудъярви (Кудамозеро)                            | Кондопожский район                               | 62°03′ с. ш. 33°09′ в. д.                        | Кудама                                                                                 | 2.16                                             | 4.6                                              | 0.9                                              | 109.3                                            | Превращено во временное водохранилище, потеряло промысловое значение. |
| Лакшъярви (Лакшезеро)                            | Пряжинский                                       | 62°00′ с. ш. 33°13′ в. д.                        | Соуда                                                                                  | 1.26                                             | 2.1                                              | 1.1                                              | 107.4                                            | Около озера на горе Кодикоргие выявлен памятник археологии, комплекс каменных сооружений (сейдов). |
| Вохтозеро (Вуахтъярви)                           | Кондопожский                                     | 62°11′ с. ш. 33°14′ в. д.                        | Вохта — соединяет с озером Насоновским (Заводским)                                     | 3.21                                             | 4.9                                              | 1.9                                              | 147.9                                            | Разделено на три обособленных части: основную, северо-восточную и юго-западную, соединённые узкими проливами. |
| Савасозеро (Савозеро)                            | Кондопожский                                     | 62°03′ с. ш. 33°25′ в. д.                        | Малая Суна                                                                             | 0.35                                             | 1                                                | 0.4                                              | 115                                              | Превращено во временное водохранилище. |
| Иматозеро (Имат)                                 | Пряжинский                                       | 61°52′ с. ш. 33°04′ в. д.                        | ручей Имат, связывающий с Сямозером                                                    | 2.84                                             | 2.8                                              | 6.4                                              | 114.2                                            | |
| Павшойльское                                     | Пряжинский                                       | 61°56′ с. ш. 32°58′ в. д.                        | ручей, вытекающий в Сямозеро                                                           | 1.18                                             | 2.5                                              | 0.9                                              | 107                                              | |
| Родинъярви                                       | Пряжинский                                       | 61°35′35″ с. ш. 33°11′50″ в. д.                  | исток реки Маньги                                                                      | 0.62                                             | 0.83                                             | 0.33                                             | 139                                              | На юго-западном побережье озера до середины XX века находилась деревня Родин-ярви. |
| Шотозеро                                         | Пряжинский                                       | 61°47′ с. ш. 33°00′ в. д.                        | Шуя                                                                                    | 74.04                                            | 15.6                                             | 7.2                                              | 91,2                                             | На северо-восточном побережье расположены поселки Соддер, Новые Пески, Каменьнаволок, на юго-восточном — деревня Салменица и оздоровительно-спортивный лагерь ПетрГУ.                                                                                            |
| Вагатозеро                                       | Пряжинский                                       | 61°44′ с. ш. 33°13′ в. д.                        | Шуя                                                                                    | 24.5                                             | 6.5                                              | 5.0                                              | 89.7                                             | На северо-западном берегу озера находится деревня Нижняя Салма. |
| Крошнозеро                                       | Пряжинский                                       | 61°40′ с. ш. 33°08′ в. д.                        | Холма                                                                                  | 8.9                                              | 10.4                                             | 1.3                                              | 95.6                                             | Название происходит от «крошни» — берестяного кошеля для переноски рыбы. |
| Миккильское                                      | Пряжинский                                       | 61°43′ с. ш. 33°01′ в. д.                        | Миккелица                                                                              | 6.6                                              | 3.2                                              | 2.7                                              | 95                                               | Болото Миккелькое является особо охраняемой природной территорией. |
| Святозеро                                        | Пряжинский                                       | 61°32′ с. ш. 33°35′ в. д.                        | узким проливом соединено с озером Пелдожским                                           | 9.93                                             | 6.1                                              | 2.7                                              | 131.2                                            | На берегу находится село Святозеро и агробиологическая станция КГПА. |
| Пелдожское                                       | Пряжинский                                       | 61°34′ с. ш. 33°39′ в. д.                        | исток Святреки                                                                         | 5.69                                             | 5.5                                              | 1.5                                              | 131.2                                            | |
| Пряжинское                                       | Пряжинский                                       | 61°42′ с. ш. 33°39′ в. д.                        | речка без названия, текущая в озеро Шаньгима                                           | 3.72                                             | 4.5                                              | 1.6                                              | 106.7                                            | На берегу находится административный центр Пряжинского района — посёлок Пряжа. В 2005 году на озере проводились полевые исследования Института водных проблем Севера и КГПУ.                                                                                     |
| Чогозеро                                         | Пряжинский                                       | 61°34′ с. ш. 33°32′ в. д.                        | ручей Чогоя, впадающий в Шую                                                           | 1.36                                             | 3.1                                              | 0.9                                              | 85.7                                             | |
| Шаньгима                                         | Пряжинский                                       | 61°42′ с. ш. 33°35′ в. д.                        | ручей Шаньгиоя, впадающий в реку Свят                                                  | 2                                                | 2.3                                              | 1.5                                              | 85.2                                             | |
| Каскенаволоцкое (Кескозеро)                      | Пряжинский                                       | 61°36′ с. ш. 33°22′ в. д.                        |                                                                                        | 2.48                                             | 3                                                | 1.2                                              | 175                                              | |
| Мунозеро                                         | Кондопожский                                     | 62°14′ с. ш. 33°49′ в. д.                        | Мунозерка, впадающая в озеро Долгая ламба                                              | 12.3                                             | 13.2                                             | 1.8                                              | 74.5                                             | Состоит из четырёх больших плёсов, соединённых узкими проливами. |
| Долгая Ламба                                     | Кондопожский                                     | 62°12′ с. ш. 33°54′ в. д.                        | Мунозерка, соединяющая с Пертозером                                                    | 1.1                                              | 4.2                                              | 0.4                                              | н/д                                              | |
| Габозеро                                         | Кондопожский                                     | 62°07′44″ с. ш. 33°56′45″ в. д.                  | небольшой ручей Габручей, соединяющий с Пертозером                                     | 2                                                | 4.2                                              | 1                                                | н/д                                              | |
| Пертозеро                                        | Кондопожский                                     | 62°11′ с. ш. 33°58′ в. д.                        | сток в Кончезеро через проток в южном конце водоёма, зарегулирован плотиной            | 18.24                                            | 15.9                                             | 1.9                                              | 45.7                                             | Одно из старейших водохранилищ, создано для нужд Кончезерского металлургического завода в 1707 году. |
| Кончезеро                                        | Кондопожский                                     | 62°03′ с. ш. 34°06′ в. д.                        | Косалмский проток в озеро Укшезеро                                                     | 39.8                                             | 22.5                                             | 3                                                | 37.7                                             | Длинный, узкий водоём, цепью островов разделённый на восточную и западную часть. |
| Нижнее Галлезеро (Гальозеро)                     | Кондопожский                                     | 62°06′ с. ш. 33°55′ в. д.                        | река Галлезерка (Галёшка), впадающая в Гомсельгское озеро                              | 1.82                                             | 5.8                                              | 1                                                | 104.9                                            | |
| Гомсельга                                        | Кондопожский                                     | 62°06′ с. ш. 34°00′ в. д.                        | протока, впадающая в Кончезеро                                                         | 3.7                                              | 7.8                                              | 1.2                                              | 50                                               | Разделяется на четыре отчётливых, но небольших плёса: северный, восточный, наиболее длинный средний и южный. |
| Укшезеро                                         | Кондопожский                                     | 61°59′ с. ш. 34°08′ в. д.                        | Шуя                                                                                    | 44.64 (с Сургубой)                               | 14.5                                             | 4.0                                              | 34.7                                             | Состоит из 2 водоёмов, Укшезера (33.64 км²) и Сургубы (11 км²), связанных проливом. |
| Урозеро                                          | Прионежский                                      | 61°56′ с. ш. 34°05′ в. д.                        |                                                                                        | 13.4                                             | 7                                                | 3.3                                              | 44                                               | Первый водный объект в Карелии, которому присвоен статус государственного памятника природы регионального значения в составе заказника «Урозеро». |
| Суккозеро                                        | Муезерский                                       | 63°11′ с. ш. 32°15′ в. д.                        | протекает река Суккозерка, впадающая в Гимольское озеро                                | 36.9                                             | 13.2                                             | 6                                                | 175.9                                            | В 20 км от озера располагается гора Воттоваара, планируемая к получению статуса ландшафтного памятника природы регионального значения. |
| Воттозеро                                        | Муезерский                                       | 63°02′ с. ш. 32°32′ в. д.                        | Вотто, впадающая в Гимольское озеро                                                    | 9.34                                             | 9.2                                              | 1.7                                              | 170.9                                            | |
| Ройк-Наволокское (Ройкнаволокское)               | Муезерский, Суоярвский                           | 63°02′ с. ш. 32°09′ в. д.                        | короткий проток Сарбисалми, впадающий в Гимольское озеро                               | 25.1                                             | 11.5                                             | 3.5                                              | 164.0                                            | |
| Гимольское                                       | Муезерский                                       | 63°00′ с. ш. 32°19′ в. д.                        | Суна                                                                                   | 82                                               | 25.3                                             | 5.6                                              | 163.2                                            | |
| Кудамгубское                                     | Суоярвский                                       | 62°52′ с. ш. 32°28′ в. д.                        | Суна                                                                                   | 12.42                                            | 9                                                | 2.8                                              | н/д                                              | |
| Чудозеро                                         | Кондопожский                                     | 62°47′ с. ш. 32°37′ в. д.                        | Суна                                                                                   | 9.52                                             | 5.7                                              | 2.8                                              | н/д                                              | |
| Поросозеро                                       | Суоярвский                                       | 62°44′ с. ш. 32°40′ в. д.                        | Суна                                                                                   | 1.18                                             | 9                                                | 1                                                | н/д                                              | |
| Ватчелское (Ватчельское)                         | Кондопожский                                     | 62°18′ с. ш. 33°26′ в. д.                        | Кужа (приток Суны)                                                                     | 29.62                                            | 9.4                                              | 6.2                                              | 138.5                                            | |
| Пальеозеро (Палье)                               | Кондопожский                                     | 62°36′ с. ш. 33°44′ в. д.                        | Нива (Нивка) — приток Сундозера                                                        | 100.2                                            | 22.6                                             | 5.8                                              | 69.8                                             | Водохранилище, создано в связи со строительством Кондопожской ГЭС. |
| Сундозеро (Сунозеро)                             | Кондопожский                                     | 62°24′ с. ш. 33°46′ в. д.                        | Суна                                                                                   | 48.98                                            | 15.3                                             | 5.3                                              | 59.9                                             | Часть Сунских вод искусственно пропущена через Пальозеро. Сундозерский разрез относится к важнейшим палеонтологическим объектам. |
| Пялозеро                                         | Кондопожский                                     | 62°19′ с. ш. 33°44′ в. д.                        | Нива                                                                                   | 17.46                                            | 7.2                                              | 3.4                                              | 60.0                                             | |
| Сандал                                           | Кондопожский                                     | 62°24′ с. ш. 34°10′ в. д.                        | Нива                                                                                   | 152.4                                            | 41.7                                             | 7.3                                              | 59.8                                             | Водохранилище, источник для Кондопожской ГЭС. |
| Нигозеро                                         | Кондопожский                                     | 62°14′ с. ш. 34°19′ в. д.                        | искусственные каналы, связывающие с озером Сандал и Кондопожской губой Онежского озера | 5.99                                             | 4.9                                              | 1.8                                              | 59.6                                             | Связующее звено энергосистемы Кондопожской ГЭС. |
| Вашозеро                                         | Кондопожский                                     | 62°10′ с. ш. 34°27′ в. д.                        | Торпручей, впадающий в Кондопожскую губу Онежского озера                               | 5.58                                             | 6.2                                              | 1.3                                              | 114.5                                            | Разделяется цепью островов на 2 части: основную северо-восточную и меньшую юго-западную. |
| Лижмозеро                                        | Кондопожский                                     | 62°37′ с. ш. 34°06′ в. д.                        | Лижма                                                                                  | 84.8                                             | 18.6                                             | 9.4                                              | 67                                               | Озеро трёхлопастной формы, имеется три больших губы (залива): Кяппесельгская, Викшезерская и Южная. Значительные острова Большой и Сенег (Сеняг). |
| Шайдомское                                       | Кондопожский                                     | 62°43′ с. ш. 34°11′ в. д.                        | Шайдомка, вытекающая в Лижмозеро                                                       | 10.24                                            | 5.8                                              | 4.0                                              | 74                                               | Комплексный природный заказник «Шайдомский» охраняется как эталон природных комплексов, типичных для среднетаёжной подзоны Карелии. |
| Порошозеро (Поросозеро)                          | Кондопожский                                     | 62°30′ с. ш. 34°10′ в. д.                        | сток в Лижмозеро                                                                       | 3.2                                              | 3.6                                              | 2                                                | 74                                               | |
| Кондозеро                                        | Кондопожский                                     | 62°31′ с. ш. 34°14′ в. д.                        | сток через южный залив в Кедрозеро                                                     | 2.79                                             | 5.2                                              | 1.8                                              | 63.2                                             | |
| Кедрозеро                                        | Кондопожский                                     | 62°27′ с. ш. 34°20′ в. д.                        | Нижняя Лижма, впадающая в губу Чоргу Онежского озера                                   | 24.3                                             | 19                                               | 2.1                                              | 62.5                                             | |
| Тарасмозеро (Тарисмозеро)                        | Кондопожский                                     | 62°23′ с. ш. 34°27′ в. д.                        | Лижма                                                                                  | 1.1                                              | 2.2                                              | 0.8                                              | н/д                                              | |
| Викшозеро (Викшезеро)                            | Кондопожский                                     | 62°35′ с. ш. 34°24′ в. д.                        | Викшречка, впадающая в Уницкую губу Онежского озера                                    | 9.54                                             | 7.4                                              | 1.8                                              | 57                                               | Озеро подковообразной формы, из 2 частей: широкой западной и суженной восточной, имеет несколько открытых заливов. |
| Верхнее Пигмозеро                                | Медвежьегорский                                  | 62°42′ с. ш. 34°28′ в. д.                        | Пигмозерка, впадающая в Нижнее Пигмозеро                                               | 10.4                                             | 10.4                                             | 1.8                                              | 55                                               | Озеро расчленено на 3 части. |
| Нижнее Пигмозеро                                 | Медвежьегорский                                  | 62°35′ с. ш. 34°35′ в. д.                        | Нижняя Пигмозерка, впадающая в Уницкую губу Онежского озера                            | 13.96                                            | 8                                                | 2.7                                              | 52.1                                             | |
| Ладмозеро                                        | Медвежьегорский                                  | 62°30′ с. ш. 34°41′ в. д.                        | Угома (Кулома), впадающая в небольшое Торосозеро, из него в Вандезеро                  | 24.0                                             | 18.9                                             | 2.9                                              | 48.4                                             | |
| Вангозеро (Вандезеро)                            | Медвежьегорский                                  | 62°24′ с. ш. 34°38′ в. д.                        | Вангозерка, впадающая в губу Кефтень                                                   | 9.58                                             | 8                                                | 2.95                                             | 36.7                                             | |
| Космозеро                                        | Медвежьегорский                                  | 62°32′ с. ш. 34°48′ в. д.                        | через губу Святуху связано стоком с Повенецким заливом Онежского озера                 | 20.6                                             | 31                                               | 2.2                                              | 39.3                                             | |
| Гахкозеро                                        | Медвежьегорский                                  | 62°29′ с. ш. 35°03′ в. д.                        | через небольшую речку в Чужмозеро и в губу Святуху                                     | 4.8 (без Чёрной ламбы)                           | 5.4                                              | 1.5                                              | 56                                               | |
| Чужмозеро                                        | Медвежьегорский                                  | 62°31′ с. ш. 34°59′ в. д.                        | Чужмукса, через озеро Воздвиженское в губу Святуху                                     | 5.55                                             | 8.2                                              | 1.3                                              | 56                                               | |
| Валгомозеро                                      | Медвежьегорский                                  | 62°35′ с. ш. 34°55′ в. д.                        | небольшой ручей в южной части озера, в Путкозеро                                       | 3.6                                              | 4.9                                              | 1.9                                              | н/д                                              | |
| Путкозеро                                        | Медвежьегорский                                  | 62°31′ с. ш. 35°03′ в. д.                        | Путка, впадающая в Онежское озеро                                                      | 21.1                                             | 21.4                                             | 2.1                                              | 37.4                                             | |
| Падмозеро (озеро)                                | Медвежьегорский                                  | 62°30′ с. ш. 35°09′ в. д.                        | Падмозерка, впадающая в Онежское озеро                                                 | 10.02                                            | 10                                               | 1.8                                              | 41.7                                             | |
| Яндомозеро                                       | Медвежьегорский                                  | 62°15′ с. ш. 35°11′ в. д.                        |                                                                                        | 30.1                                             | 10.9                                             | 4.3                                              | 42.2                                             | Подковообразной формы, вытянуто. |
| Лососинное                                       | Прионежский                                      | 61°40′ с. ш. 34°10′ в. д.                        | Лососинка, впадающая в Петрозаводскую губу Онежского озера                             | 10.2                                             | 6.7                                              | 2.9                                              | 186                                              | Одно из старейших водохранилищ, созданное в начале XVIII века для нужд Петровского завода. |
| Машезеро                                         | Прионежский                                      | 61°37′ с. ш. 34°16′ в. д.                        | Машезерка, приток Лососинки. Подпружена плотиной.                                      | 7.7                                              | 3.9                                              | 3.1                                              | 184.6                                            | Одно из старейших водохранилищ, созданное в начале XVIII века для нужд Петровского завода. |

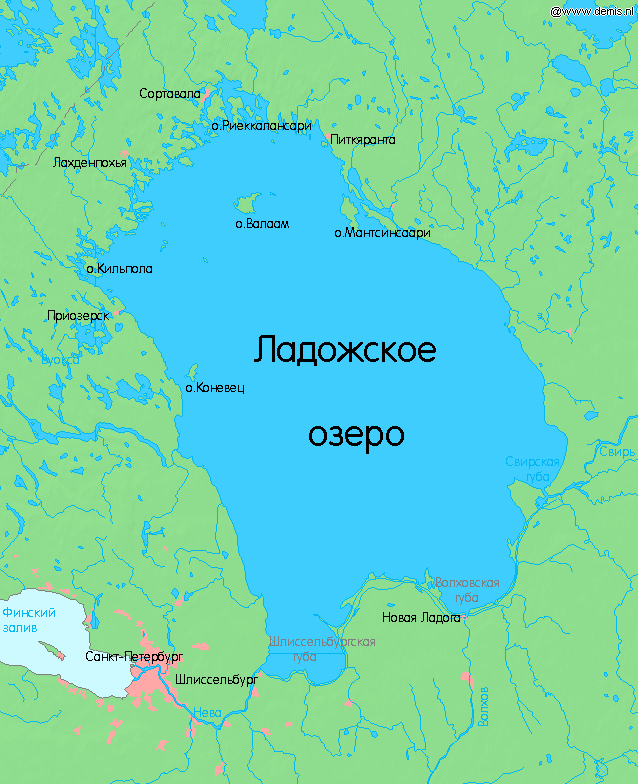
Ладожское озеро
Основная статья: Ладожское озеро
Ла́дожское о́зеро (также Ла́дога; историческое название — Не́во) — крупнейшее пресноводное озеро в Европе. Относится к бассейну Балтийского моря Атлантического океана. На берегах Ладожского озера в Карелии расположены города Сортавала, Питкяранта, Лахденпохья. В Ладожское озеро впадают 35 рек, а вытекает только одна — Нева.
Площадь озера без островов составляет от 17,6 тыс. км² (с островами 18,1 тыс. км²); объём водной массы — 908 км³; длина с юга на север — 219 км, наибольшая ширина — 138 км. Глубина изменяется неравномерно: в северной части она колеблется от 70 до 230 м, в южной — от 20 до 70 м. Объём водной массы озера — 908 км³. Это в 12 раз больше, чем ежегодно вливается в него реками и выносится рекой Невой. Поэтому колебания воды в озере в течение года невелики.
Береговая линия озера более 1000 км. Северные берега, начиная от Приозерска на западе до Питкяранты на востоке, большей частью высокие, скалистые, сильно изрезанные, образуют многочисленные полуострова и узкие заливы (фьорды и шхеры), а также мелкие острова, разделённые проливами. Южные берега низкие, слабо изрезанные, подтапливаемые из-за неотектонического субмеридионального перекоса озера. Побережье здесь изобилует мелями, каменистыми рифами и банками. В южной половине озера — три крупных залива: Свирская, Волховская и Шлиссельбургская губы. Восточный берег малоизрезан, в него вдаются два залива — Лункуланлахти и Уксунлахти, отгороженных со стороны озера одним из крупнейших островов Ладоги — Мантсинсаари. Здесь встречаются широкие песчаные пляжи. Западный берег ещё менее изрезан. Он порос густым смешанным лесом и кустарником, подступающим вплотную к урезу воды, вдоль которого россыпи валунов. Гряды камней нередко уходят от мысов далеко в озеро, образуя опасные подводные мели.
Для рельефа дна Ладожского озера характерно увеличение глубины с юга на север. Глубина изменяется неравномерно: в северной части она колеблется от 70 до 230 м, в южной — от 20 до 70 м. Средняя глубина озера — 50 м, наибольшая — 233 м (к северу от острова Валаам). Дно северной части неровное, изборождённое впадинами, а южной части более спокойное и отличается большей сглаженностью. Ладожское озеро занимает восьмое место среди глубочайших озёр России.
Прозрачность у западного побережья Ладожского озера 2—2,5 м, у восточного побережья 1—2 м, в приустьевых участках 0,3—0,9 м, а к центру озера увеличивается до 4,5 м. Наименьшая прозрачность наблюдалась в Волховской губе (0,5—1 м), а наибольшая — к западу от Валаамских островов (летом 8—9, зимой свыше 10 м). На озере наблюдаются постоянные волнения. Во время сильных штормов вода в нём «кипит», а волны почти сплошь покрыты пеной. В водном режиме характерны сгонно-нагонные явления (колебания уровня воды на 50—70 см ежегодно, максимально до 3 м), сейши (до 3—4 м), высота волн при штормах до 6 м. Озеро замерзает в декабре (прибрежная часть) — феврале (центральная часть), вскрывается в апреле — мае. Центральная часть покрывается сплошным льдом только в очень суровые зимы. Из-за длительного и сильного зимнего охлаждения вода в озере и летом очень холодная; она прогревается только в тонком верхнем слое и в прибрежной полосе. Температурный режим различается в центральной глубоководной части озера и на побережье. Температура воды на поверхности в августе до 24 °C на юге, 18—20 °C в центре, у дна около 4 °C, зимой подо льдом 0—2 °C. Вода пресная и чистая (кроме участков, загрязнённых промышленными стоками), минеральные вещества и соли растворены в ничтожно малом количестве. Вода относится к гидрокарбонатному классу (малое содержание солей кальция и магния, чуть больше никеля, алюминия).
| Озёра бассейна Ладожского озера (неполный список) | Озёра бассейна Ладожского озера (неполный список) | Озёра бассейна Ладожского озера (неполный список) | Озёра бассейна Ладожского озера (неполный список)                                         | Озёра бассейна Ладожского озера (неполный список) | Озёра бассейна Ладожского озера (неполный список) | Озёра бассейна Ладожского озера (неполный список) | Озёра бассейна Ладожского озера (неполный список) | Озёра бассейна Ладожского озера (неполный список) |
| Название                                          | Где расположено (район)                           | Координаты центра                                 | Вытекающие реки                                                                           | Площадь, км²                                      | Длина (макс), км                                  | Ширина (макс), км                                 | Высота над уровнем моря, м                        | Прочее |
| ------------------------------------------------- | ------------------------------------------------- | ------------------------------------------------- | ----------------------------------------------------------------------------------------- | ------------------------------------------------- | ------------------------------------------------- | ------------------------------------------------- | ------------------------------------------------- | --- |
| Большое Янисъярви                                 | Сортавальский                                     | 61°57′41″ с. ш. 31°56′41″ в. д.                   | Янисйоки (Янисъёки, Ляскелянъёки), впадающая в Ладожское озеро                            | 174.8                                             | 18.2                                              | 15                                                | 64.4                                              | Впадина, где расположено озеро, является одной из древнейших в Европе астроблем. |
| Малое Янисъярви                                   | Сортавальский                                     | 62°04′ с. ш. 30°50′ в. д.                         | в Большое Янисъярви через пролив Луопауссалми                                             | 29.4                                              | 19.7                                              | 2.5                                               | 64.5                                              | Береговая линия извилистая, её длина — 56 км. Берега возвышенные, каменистые или каменисто-песчаные, покрыты смешанным лесом.                                                                                                |
| Вахваярви                                         | Сортавальский                                     | 61°55′ с. ш. 30°44′ в. д.                         | в Янисъярви через небольшие речки и озёра (Руоколампи, Юля-лампи, Алалампи и Келокоски)   | 10.6                                              | 6.7                                               | 3.1                                               | 88.1                                              | Береговая линия извилистая, её длина больше 24 км. Берега в значительной степени возвышенные, покрыты смешанным лесом. Северный и юго-западный берега низкие и, нередко, заболоченные.                                       |
| Суйстамонъярви                                    | Суоярвский                                        | 61°53′ с. ш. 31°08′ в. д.                         | Улмосенйоки, впадающая в Большое Янисъярви                                                | 8.8                                               | 4.6                                               | 2.7                                               | 72.7                                              | Котловина озера состоит из 2 почти овальных плёсов (восточного и западного). Западный плёс значительно меньше восточного. Общая площадь озера около 9 км², наибольшая длина 4,6 км, ширина 2,7 км. Острова отсутствуют.      |
| Толвоярви                                         | Суоярвский                                        | 62°16′ с. ш. 31°30′ в. д.                         | через систему реки Вуоксы в Ладожское озеро                                               | 6.72                                              | 5.8                                               | 2.0                                               | 174.0                                             | Является перспективной территорией экологического туризма. |
| Лоймоланъярви                                     | Суоярвский                                        | 62°01′ с. ш. 31°43′ в. д.                         | Лоймоланйоки                                                                              | 19.78                                             | 8.7                                               | 3.4                                               | 149.0                                             | |
| Куйккаярви                                        | Суоярвский                                        | 62°09′01″ с. ш. 31°18′27″ в. д.                   | короткие протоки в соседние озёра                                                         | 1.8                                               | 2.2                                               | 1.3                                               | н/д                                               | Расположено в северной части системы Ууксунъйоки. Более 20 мелких островов. |
| Ала-Сулкиоярви                                    | Суоярвский                                        | 61°59′01″ с. ш. 31°31′10″ в. д.                   | Муаннонйоки                                                                               | 1.14                                              | 3.8                                               | 1                                                 | н/д                                               | Озеро вытянуто с севера на юг и состоит из двух плёсов, соединённых узкой протокой длиной 600 м. |
| Салменъярви                                       | Суоярвский                                        | 61°53′46″ с. ш. 31°35′46″ в. д.                   | соединено протоками и ручьями с озёрами Ууксунъярви, Мустаярви, Ала-Сювяярви и Валкеаярви | 1.12                                              | 1.8                                               | 0.6                                               | н/д                                               | Озеро имеет сложную форму, несколько сильно изрезанных заливов в центральной части. 5 островов общей площадью 0,12 км². |
| Сяксъярви                                         | Суоярвский                                        | 61°40′00″ с. ш. 31°48′08″ в. д.                   | Уомасоя                                                                                   | 2                                                 | 3.6                                               | 0.9                                               | н/д                                               | Береговая линия длиной 12 км, очень изрезанная. Имеется 12 островов общей площадью 0,02 км². |
| Котаярви                                          | Суоярвский                                        | 61°41′52″ с. ш. 31°45′11″ в. д.                   | Уомасоя                                                                                   | 2.5                                               | 2.5                                               | 1                                                 | н/д                                               | Озеро овальной формы, вытянуто с севера на юг. Разделено большим островом на два равных плёса (северный и южный), кроме того, имеется ещё два острова.                                                                       |
| Колласъярви                                       | Суоярвский                                        | 62°01′ с. ш. 31°53′ в. д.                         | Колласйоки                                                                                | 1.0                                               | 3.0                                               | 0.4                                               | 177                                               | В районе озера имеется большое количество братских могил советских, финских и немецких солдат, погибших в годы Советско-финляндской и Великой Отечественной войн.                                                            |
| Тулмозеро                                         | Пряжинский                                        | 61°39′ с. ш. 32°18′ в. д.                         | Тулема, зарегулированная плотиной                                                         | 12.22                                             | 11.1                                              | 3.1                                               | 74.7                                              | |
| Ведлозеро                                         | Пряжинский                                        | 61°34′ с. ш. 32°44′ в. д.                         | Видлица                                                                                   | 58.22                                             | 17.7                                              | 6.1                                               | 76.6                                              | В 1937 году превращено в водохранилище. Является основным водоёмом озёрно-речной системы Видлица. |
| Топозеро                                          | Пряжинский                                        | 61°32′22″ с. ш. 33°11′42″ в. д.                   | Исток реки Топозерки, впадающей в реку Олонку.                                            | 6.8                                               | 9.1                                               | 2.5                                               | 151.7                                             | Состоит из ряда отдельных плёсов, соединённых узкими и короткими проливами. |
| Куккозеро                                         | Пряжинский                                        | 61°38′44″ с. ш. 32°44′05″ в. д.                   | река Нялма (Кялма)                                                                        | 0.7                                               | 2.2                                               | 0.6                                               | н/д                                               | На берегу находится одноимённая деревня. На сегодняшний день нежилая, дороги в очень плохом состоянии. |
| Нялмозеро                                         | Пряжинский                                        | 61°41′21″ с. ш. 32°40′08″ в. д.                   | Нялма                                                                                     | 10                                                | 8.1                                               | 2                                                 | н/д                                               | Берега, в основном, низкие, нередко заболоченные, местами умеренно возвышенные и покрыты мелким лесом. На восточном берегу расположены зарастающие поля и луга. Дно озера ровное, с редкими подводными и надводными камнями. |
| Кяснясенъярви                                     | Пряжинский                                        | 61°39′05″ с. ш. 31°59′30″ в. д.                   | через ручьи и ламбы озеро соединяется с рекой Пенсанйоки                                  | 1.6                                               | 3                                                 | 0.8                                               | н/д                                               | Форма озера подковообразная. Большой полуостров в северной части делит озеро на три плёса — западный, южный и восточный. |
| Коткозеро                                         | Олонецкий                                         | 61°15′ с. ш. 33°13′ в. д.                         | Гошкиланъёки                                                                              | 4.62                                              | 6.8                                               | 1.2                                               | 67.6                                              | |
| Ровкульское                                       | Муезерский                                        | 64°01′ с. ш. 31°01′ в. д.                         | Омельяндёги                                                                               | 74.3                                              | 28.2                                              | 6.9                                               | 183.3                                             | Одно из верхних звеньев реки Лендерки. |
| Торосозеро                                        | Муезерский                                        | 63°53′51″ с. ш. 30°50′24″ в. д.                   | в Лексозеро через короткий проток Вирду                                                   | 22.2                                              | 8.4                                               | 4.0                                               | 175                                               | Ромбовидной формы, разделено островом Торосшуари, с несколькими вытянутыми длинными заливами. |
| Лексозеро                                         | Муезерский                                        | 63°46′ с. ш. 31°00′ в. д.                         | Вуокса                                                                                    | 163.9                                             | 27.3                                              | 13.2                                              | 174.2                                             | |
| Сула                                              | Муезерский                                        | 63°30′ с. ш. 31°12′ в. д.                         | Лендерка                                                                                  | 27.5                                              | 9.5                                               | 5.4                                               | 166.1                                             | Овальная, немного вытянутая форма. На середине расположен большой остров Сулаостров. |
| Лоут                                              | Муезерский                                        | 63°27′ с. ш. 31°17′ в. д.                         | во время паводков в озеро Сула                                                            | 16.5                                              | 7.1                                               | 2.3                                               | 167.5                                             | Археологическими экспедициями обнаружены стоянки древнего человека, относящиеся ещё к I тысячелетию до н. э. |
| Лендерское                                        | Муезерский                                        | 63°24′ с. ш. 31°10′ в. д.                         | соединено 2 проливами с озером Куйккаселькя                                               | 8.3                                               | 5.5                                               | 1.9                                               | 147.2                                             | |
| Куйккаселькя                                      | Муезерский                                        | 63°24′ с. ш. 31°03′ в. д.                         | узкий проток в озеро Харлулакши                                                           | 11.5                                              | 12.4                                              | 2.5                                               | 147.0                                             | |
| Куоккаярви                                        | Сортавальский                                     | 61°38′ с. ш. 30°24′ в. д.                         | Хяркийоки                                                                                 | 5.0                                               | 3.0                                               | 1.8                                               | н/д                                               | В озере водятся краснопёрка и линь, отнесённые к редким и охраняемым рыбам Красной книги РК. |
| Пюхяярви                                          | Сортавальский                                     | 61°53′ с. ш. 30°03′ в. д.                         |                                                                                           | 206.79                                            | н/д                                               | н/д                                               | 109                                               | Большей частью находится на стороне Финляндии, с российской стороны недоступно. |
| Пялькъярви                                        | Сортавальский                                     | 62°03′21″ с. ш. 30°37′36″ в. д.                   | протока в северной части, соединяющая с озером Котаярви                                   | 9.5                                               | 6.6                                               | 3                                                 | н/д                                               | На берегу западного плеса расположен посёлок санатория Партала, а на берегу юго-восточного плеса — посёлок Пуйккола. |
| Хияярви                                           | Сортавальский                                     | 61°54′05″ с. ш. 30°46′44″ в. д.                   | ручей в Вахваярви                                                                         | 1                                                 | 2.3                                               | 0.5                                               | н/д                                               | Имеется 7 маленьких островков. Берега малоизвилистые, высокие, скалистые. |
| Сюскюярви                                         | Питкярантский                                     | 61°45′01″ с. ш. 31°33′59″ в. д.                   | Сюскюанъйоки                                                                              | 4                                                 | 3                                                 | 1.7                                               | н/д                                               | Имеет форму овала. Несколько мелких и один крупный остров в северо-западной части. |
| Исо-Ийярви                                        | Лахденпохский                                     | 61°35′15″ с. ш. 29°54′09″ в. д.                   | Иййоки                                                                                    | 8                                                 | 9.5                                               | 2.8                                               | н/д                                               | Наиболее крупный водоем озёрно-речной системы Иййоки. Входит в состав ландшафтного заказника регионального значения. |

## Озёра бассейна Белого моря
Основная статья: Белое море
| Озёра бассейна Белого моря (неполный список) | Озёра бассейна Белого моря (неполный список) | Озёра бассейна Белого моря (неполный список) | Озёра бассейна Белого моря (неполный список)           | Озёра бассейна Белого моря (неполный список)    | Озёра бассейна Белого моря (неполный список) | Озёра бассейна Белого моря (неполный список) | Озёра бассейна Белого моря (неполный список) | Озёра бассейна Белого моря (неполный список) |
| Название                                     | Где расположено (район)                      | Координаты центра                            | Вытекающие реки                                        | Площадь, км²                                    | Длина (макс), км                             | Ширина (макс), км                            | Высота над уровнем моря, м                   | Прочее |
| -------------------------------------------- | -------------------------------------------- | -------------------------------------------- | ------------------------------------------------------ | ----------------------------------------------- | -------------------------------------------- | -------------------------------------------- | -------------------------------------------- | --- |
| Пулозеро                                     | Беломорский                                  | 63°40′ с. ш. 35°25′ в. д.                    | Сума                                                   | 50.08                                           | 16                                           | 4.4                                          | 111                                          | |
| Сумозеро                                     | Беломорский                                  | 63°58′ с. ш. 35°12′ в. д.                    | Сума                                                   | 73.92                                           | 18.2                                         | 8.7                                          | 83                                           | |
| Сегозеро                                     | Сегежский                                    | 63°19′ с. ш. 33°38′ в. д.                    | Сегежа                                                 | 752.5 (после превращения в водохранилище — 906) | 48.7                                         | 35                                           | 113.7                                        | Данные по состоянию на 1951-52 гг., до превращения в водохранилище в 1957. |
| Выгозеро                                     | Сегежский                                    | 63°37′ с. ш. 34°42′ в. д.                    | Нижний Выг — канал в Белое море                        | 1159                                            | 89.2                                         | 23.5                                         | 89.2                                         | С 1933 превращено в водохранилище в связи с включением в трассу Беломорско-Балтийского канала. Занимает третье место среди озёр Карелии (после Ладожского и Онежского).         |
| Елмозеро                                     | Медвежьегорский                              | 63°38′ с. ш. 33°10′ в. д.                    | Нижняя Елма                                            | 54.8                                            | 35.7                                         | 2.8                                          | 128                                          | |
| Ондозеро                                     | Сегежский                                    | 63°48′ с. ш. 33°20′ в. д.                    | Онда                                                   | 182.4                                           | 30.8                                         | 13.2                                         | 119.9                                        | Превращается в водохранилище. |
| Рокшезеро                                    | Сегежский                                    | 63°52′ с. ш. 33°01′ в. д.                    | река Рокшезерка и проток в Унусозеро                   | 6.89                                            | 4.4                                          | 2.7                                          | 120.5                                        | |
| Каменное                                     | Костомукшский                                | 64°28′ с. ш. 30°13′ в. д.                    | Каменная                                               | 95.5                                            | 24.4                                         | 12.1                                         | 195.1                                        | одно из верхних звеньев системы реки Чирка-Кемь. |
| Кимасозеро (озеро)                           | Муезерский                                   | 64°24′ с. ш. 31°08′ в. д.                    | Каменная                                               | 33.8                                            | 21                                           | 2.6                                          | 141.5                                        | один из водоёмов группы реки Чирка-Кемь. |
| Нюкозеро                                     | Костомукшский                                | 64°26′ с. ш. 31°50′ в. д.                    | Растос, Хяме                                           | 210.6                                           | 39.9                                         | 22.5                                         | 136                                          | один из водоёмов группы реки Чирка-Кемь. |
| Верхнее Куйто                                | Калевальский                                 | 65°01′ с. ш. 30°45′ в. д.                    | Ельмане                                                | 197.6                                           | 42                                           | 19.6                                         | 102.6                                        | Крайнее западное в группе Куйто. |
| Среднее Куйто                                | Калевальский                                 | 65°08′ с. ш. 31°20′ в. д.                    | Лусальминский ручей, связывающий с озером Нижним Куйто | 275.7                                           | 41.8                                         | 11.7                                         | 101.3                                        | среднее в группе Куйто |
| Нижнее Куйто                                 | Калевальский                                 | 65°58′ с. ш. 31°40′ в. д.                    | соединено с Юшкозером.                                 | 141.3                                           | 30.4                                         | 7.5                                          | 100                                          | юго-восточное в группе Куйто. |
| Алаярви                                      | Калевальский                                 | 65°04′ с. ш. 30°11′ в. д.                    | короткая протока Ельмане в Среднее Куйто               | 6.78                                            | 6.5                                          | 1.6                                          | н/д                                          | |
| Юляярви                                      | Калевальский                                 | 65°02′ с. ш. 31°13′ в. д.                    | через Алозерский пролив в Алозеро                      | 5.52                                            | 3.4                                          | 1.5                                          | н/д                                          | |
| Топозеро (озеро, Лоухский район)             | Лоухский                                     | 65°40′ с. ш. 32°05′ в. д.                    | Софьянга, впадающая в Пяозеро                          | 986                                             | 75.3                                         | 30.3                                         | 109.5                                        | Одно из крайних звеньев реки Ковды. |
| Пяозеро                                      | Лоухский                                     | 65°40′ с. ш. 32°05′ в. д.                    | Кума (Кундозерка)                                      | 658.7                                           | 48.5                                         | 31.4                                         | 100.5                                        | Со строительством Кумской ГЭС превращено в Кумское водохранилище, приведённые данные — до превращения.                                                                          |
| Энгозеро                                     | Лоухский                                     | 65°45′ с. ш. 33°35′ в. д.                    | Калга, Воньга                                          | 121.9                                           | 38.3                                         | 7.9                                          | 71.3                                         | |
| Керетьозеро                                  | Лоухский                                     | 65°52′ с. ш. 32°58′ в. д.                    | Нива, впадающая в Пиртозеро                            | 245                                             | 44                                           | 14                                           | 90.6.                                        | Расчленено на ряд обособленных плёсов, получивших у местного населения собственные названия. На озере более 140 островов.                                                       |
| Тикшеозеро                                   | Муезерский                                   | 66°15′ с. ш. 31°50′ в. д.                    | Винча и Пудос, впадающие в Нотозеро                    | 208.8                                           | 26.7                                         | 16                                           | 111.2                                        | |
| Селецкое                                     | Медвежьегорский                              | 63°11′ с. ш. 33°08′ в. д.                    | Лужма                                                  | 62                                              | 15                                           | 5                                            | 135                                          | |
| Тулос                                        | Муезерский                                   | 63°33′46″ с. ш. 30°32′45″ в. д.              | Тула (Лужма)                                           | 95.7                                            | 27                                           | 7                                            | 157                                          | Планируется создание национального парка, заказника, но проект не реализован. Озеро находится за линией пограничных инженерно-технических сооружений, доступ на него ограничен. |
| Суавъярви                                    | Медвежьегорский                              | 63°07′ с. ш. 33°23′ в. д.                    | н/д                                                    | н/д                                             | н/д                                          | н/д                                          | н/д                                          | Древнейший из известных метеоритных кратеров на Земле. |

## Крупнейшие озёра Карелии (площадь зеркала более 100 км²)
Озёра Карелии площадью более 100 км²
| Водоём      | Площадь зеркала (км²) | Глубина макс. (м) | Глубина средн. (м) | Площадь водосбора (км²) | Водосбор главной реки |
| ----------- | --------------------- | ----------------- | ------------------ | ----------------------- | --------------------- |
| Ладожское   | 17700                 | 230               | 46,9               | 258300                  | Нева                  |
| Онежское    | 9720                  | 120               | 30                 | 53100                   | Нева                  |
| Выгозеро    | 1251                  | 25                | 5,8                | 16800                   | Выг                   |
| Топозеро    | 986                   | 56                | 15,9               | 3530                    | Ковда                 |
| Пяозеро     | 943                   | 49                | 17,7               | 12000                   | Ковда                 |
| Сегозеро    | 815                   | 103               | 29                 | 6640                    | Выг                   |
| Водлозеро   | 322                   | 16                | 2.2                | 4960                    | Водла                 |
| Сямозеро    | 266                   | 24                | 6,7                | 1550                    | Шуя                   |
| Ср. Куйто   | 257                   | 34                | 10                 | 9470                    | Кемь                  |
| Верх. Куйто | 240                   | 44                | 8,5                | 7150                    | Кемь                  |
| Кереть      | 223                   | 26                | 4,5                | 1100                    | Кереть                |
| Нюк         | 214                   | 40                | 8,5                | 3090                    | Кемь                  |
| Тикшеозеро  | 209                   | 41                | 8                  | 1080                    | Ковда                 |
| Янисъярви   | 200                   | 57                | 10                 | 3460                    | Янисйоки              |
| Сандал      | 185                   | 58                | 9,5                | 6620                    | Суна                  |
| Ондозеро    | 182                   | 8                 | 3,5                | 2380                    | Выг                   |
| Лексозеро   | 166                   | 34                | 8,5                | 3280                    | Лендерка              |
| Нижн. Куйто | 141                   | 33                | 8,6                | 10200                   | Кемь                  |
| Энгозеро    | 122                   | 18                | 4,5                | 1220                    | Калга, Воньга         |
| Пальеозеро  | 109                   | 74                | 18                 | 6110                    | Суна                  |

## Основные озёрные водохранилища Карелии
Одной из форм хозяйственного использования водных ресурсов является регулирование речного стока путём создания водохранилищ. Основным типом водохранилищ Карелии являются котловинные (озёрные), созданные практически на всех крупных озёрах (см. таблицу).
| Основные озёрные водохранилища Карелии | Основные озёрные водохранилища Карелии         | Основные озёрные водохранилища Карелии | Основные озёрные водохранилища Карелии | Основные озёрные водохранилища Карелии | Основные озёрные водохранилища Карелии |
| Водохранилище                          | Базовые реки (озёра)                           | Площадь зеркала, км²                   | Площадь водосбора, км²                 | Объём полезный, км³                    | Объём полный, км³                      |
| -------------------------------------- | ---------------------------------------------- | -------------------------------------- | -------------------------------------- | -------------------------------------- | -------------------------------------- |
| Верхне-Свирское                        | р. Свирь; (оз. Онежское)                       | 9840                                   | 57300                                  | 13,0                                   | 295,0                                  |
| Кумское (Топо-Пяозерское)              | р. Ковда (оз. Топозеро, Пяозеро, Кундозеро)    | 1930                                   | 11300                                  | 8,73                                   | 32,3                                   |
| Выгозерско-Ондское                     | р. Выг (оз. Выгозеро)                          | 1270                                   | 20800                                  | 1,18                                   | 9,33                                   |
| Сегозерское                            | р. Сегежа (оз. Сегозеро)                       | 815                                    | 6640                                   | 4,1                                    | 23,4                                   |
| Юшкозерское                            | р. Кемь (оз. Среднее и Нижнее Куйто)           | 398                                    | 9900                                   | 0,65                                   | 4,18                                   |
| Водлозерское                           | р. Вама, р. Сухая Водла (оз. Водлозеро)        | 322                                    | 4960                                   | 0,55                                   | 0,91                                   |
| Иовское                                | р. Ковда (оз. Соколовское, Ругозеро, Сушозеро) | 294                                    | 19200                                  | 0,55                                   | 0,91                                   |
| Янисъярви                              | р. Янисйоки (оз. Янисъярви)                    | 200                                    | 3460                                   | 0,42                                   | 2,06                                   |
| Сандальское                            | Кондопожский канал; (оз. Сандал)               | 185                                    | 6620                                   | 0,3                                    | 1,78                                   |
| Ондозерское                            | р. Онда (оз. Ондозерское)                      | 182                                    | 2320                                   | 0,37                                   | 0,6                                    |
| Пальеозерское                          | р, нивка (оз. Пальеозеро)                      | 109                                    | 6110                                   | 0,16                                   | 2,0                                    |

## Топонимы
В основе топонимики Карелии лежат саамские, вепсские, финские и карельские названия. Ниже — небольшой словарик для перевода названий.
- ала «нижний»: Алозеро, Алаярви, Ала-Тарайсярви.
- вене, венех, венхе «лодка»: Венехярви, Венозеро, Венгигора, Венихозеро.
- виэксе (саам.) «ветвь», виикси, вникши (кар.) «ус», в топонимах — «ответвление; сток из бокового озера; обособленный залив»: р. Викша, Виксилакши, Виксозеро, Викшезеро, р. Виксенда, Викшалампи, м Виексярви, Вииксинселькя.
- витса, вичча, саам. вицка «прут» (березовый, тальниковый): Витчевара, Витчешуари, Вицесари, К Вичаны, Вичча, Вичангиварака, Витсакангас, Вычайоки, р. Вичка, Вицкозеро.
- гирвас «самец оленя» (русификация кар. хирвас, хирваш): Гирвас, Хирвасярви, Хирватсари.
- йоки, йоги, д’оги (кар.), йогк, мокко (саам.) «река»: Пистайоки, Кивиёки, Пенега, Козледеги, Паннокка, Контокка.
- найду, кайта «узкий»: Кайдозеро, Кайдодеги, Кайдулампи, Кайтаярви, Кайдунитту (нийтю «луг»)
- кайег, кайи, кайя «чайка»: Кайвара, о. Кайгас, р. Большой Кяй, Кайгозеро.
- кайзля, казкла «камыш, тростник»: Кашалиламба, Кашалиоя, Кожала, Козледеги.
- кала (кар., вепс.), кулль (саам.) «рыба»: оз. Кало, Калаярви, Кулома, Кулежма.
- киви «камень»: р. Кива, оз. Киви, Кивиёки, Кивиярви, Кивикоски. Древняя форма этого слова ки(й) присутствует в названиях многих островов на Белом море и некоторых озёрах: Пельяки, Ромбаки, Кий, Лотоки, Робьяк.
- кинт (саам.) «кинтище, место стоянки»: р. Киндас, дер. Киндасово, пор. Кинтезьма, оз. Киндожское.
- ковда, гуовдэ (саам.) «широкий»: р. Ковда, Койтаёки, Ховдаярви.
- коски, кошки (кар.), коек (вепс.), куушьк (саам.) «порог»: Корбикошки, Кошка, Питкакоски, Порокушка.
- ковера «кривой, изогнутый»: оз. Ковер, дер. Ковера, Коверолампи, Коверпорог, пор. Коверский, Коверярви.
- лакеи, лакши, лахти (кар.) «залив», откуда рус. лахта: Лахта, Кинелахта, Рауталахти, Овлунлакси, Корелакша.
- ламби, лампи (кар.) «лесное озеро», откуда рус. ламба «озерко» и ламбина «озеровидное расширение реки»: Суриламби, Ювилампи, Долгая Ламба, Кучеламбина, Волина-ламбина.
- ладва, латва, вепс. ладе «верхний, вершина», саам. ладе «перевал»: пос. Ладва, Ладваярви I Латвасюрья, оз. Латво, Латвайоки.
- моасельгя, мааселькя, муашельгя «водораздел» (маа, муа «земля», сельгя «хребет»): оз. Масельга дер. Машельга, оз. Масло, Маслозеро. Все объекты с подобными названиями лежат на крупных или локальных водоразделах.
- ниеми (кар.), немь (вепс.) «мыс»: Сяркиниеми. Куокканиеми.
- ниельм, ньяльм (саам.) «горло, глотка; устье реки»: Нельмозеро, Нильмозеро, р. Нялма, Няльмозеро.
- нилош, нило «скала, по которой струится вода»: пороги Нила, Нилош, Ниласкошки.
- ноарве (саам.) «уступ»: р. Нарва, Нарвиёки, р. Норва, Норвиярви.
- оя (кар, вепс.), уай, воай (саам.) «ручей, речка»: Корвеноя, Калькоя, Кестуй. В русском употреблении этот элемент часто превращается в -ва: Кержева, Олова, Петкуево.
- пайй (саам.) «верх, верхний», пяя, пия (кар.) «голова, вершина»: м. Пиякко, Паезеро, р. Пай, Пайозеро, Пейярви, Пьяярви, Пяозеро, Пяявара, Пиаоя, Пяяоя. Заметим, что саамское Паййяурэ «Верхнее озеро» зачастую превращается в оз. Боярское. Названия Южной Карелии типа оз. Паю, р. Паюдеги происходят, вероятно, от вепс. паю «ива».
- пауна, пауни «лужа», поанн (саам.) «мелкое озеро»: Паннока, Пуанолоя, многочисленные Панозера, ви, Панаярви.
- ранта, ранда, ранду (кар.) «берег»: Питкярантасаари, соари, суари, шоари, шуари, множественное суарет, шуарет (кар.), сарь (вепс.) «остров»; Рантасари, Мянтюшари, Нересшурет, Пурутшарет, Сарь, Кузаранда, Ранду.
- салми (кар.) «пролив», откуда рус. салма и др.-рус. соломя: Куйвасалма, Суопассальми, Опоровая Салма, пос. Соломенное.
- селькя (кар.) «плес, озеро»: оз. Кавнизсельга. Чаще селькя, сельгя означает «гряда, хребет», откуда и рус. сельга: пос. Сельги, ст. Кяппясельга. В Южной Карелии рус. сельга означало ещё и «лесное пахотное или сенокосное угодье» и входило в названия многих деревень: Ерошкина Сельга, Матвеева Сельга.
- юля «верхний»: многочисленные Юляярви, Юлеозера.
- ярви, д’арви (кар.), д’ярв (вепс.), яурэ, яврь (саам.) «озеро»: Суоярви, Кодарви, Вярагярв.

## Галерея
| Озёра Карелии                      | Озёра Карелии | Озёра Карелии | Озёра Карелии |
| ---------------------------------- | ------------- | ------------- | ------------- |
| Ладожское озеро в районе Сортавалы |               |               |               |

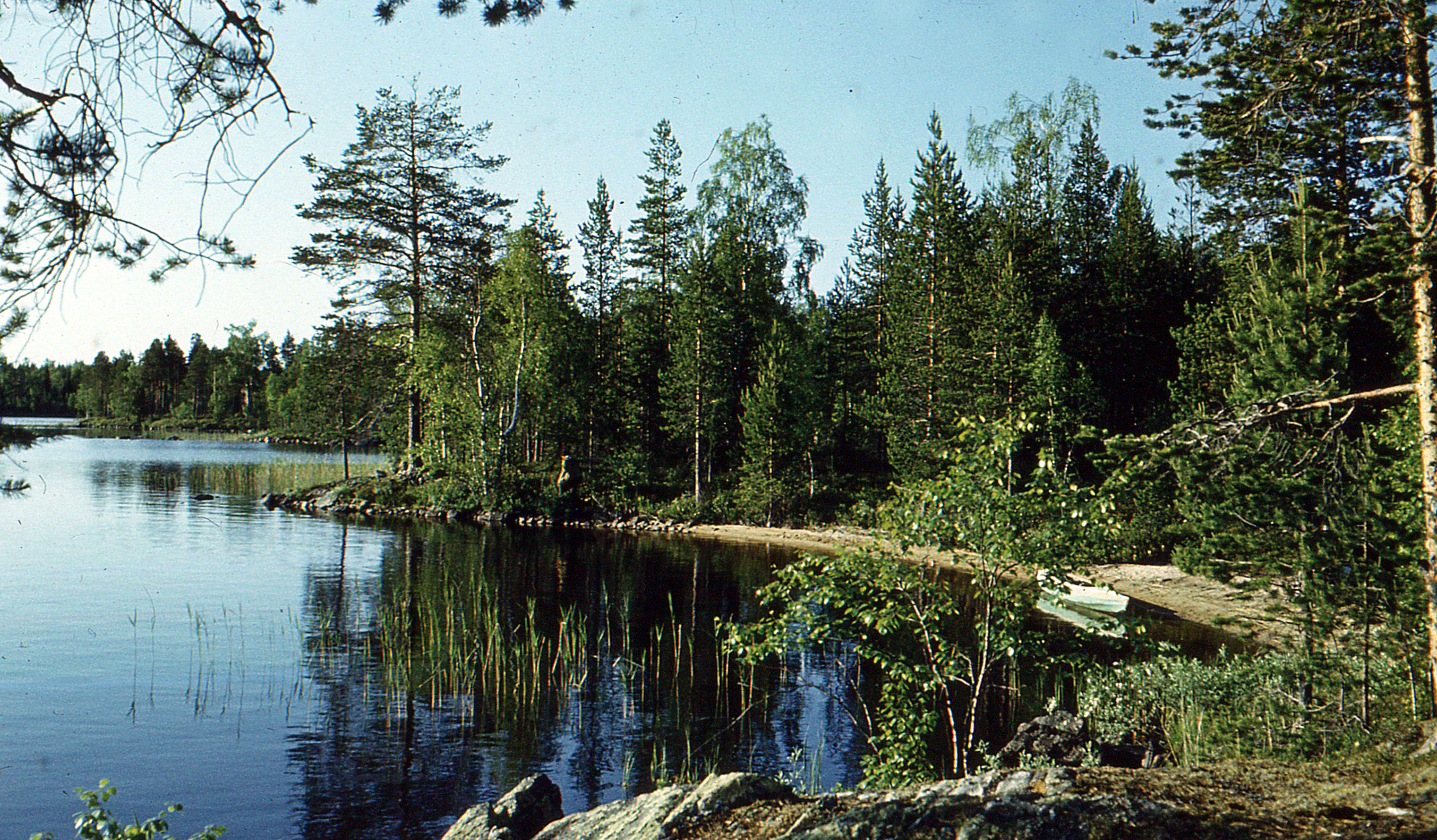
Энгозеро
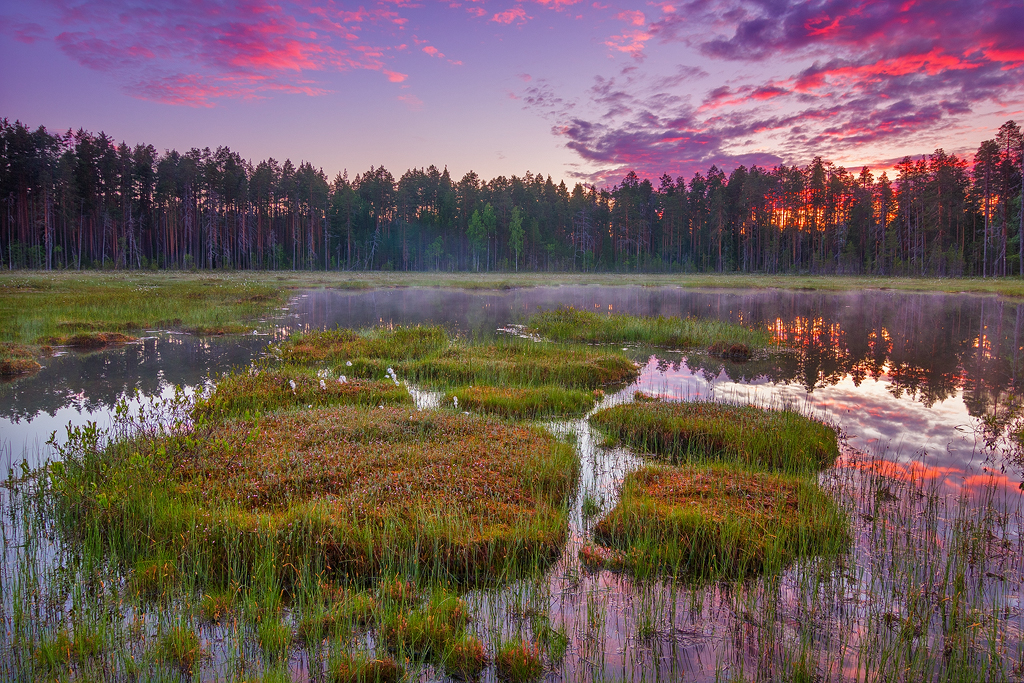
Сухая ламба
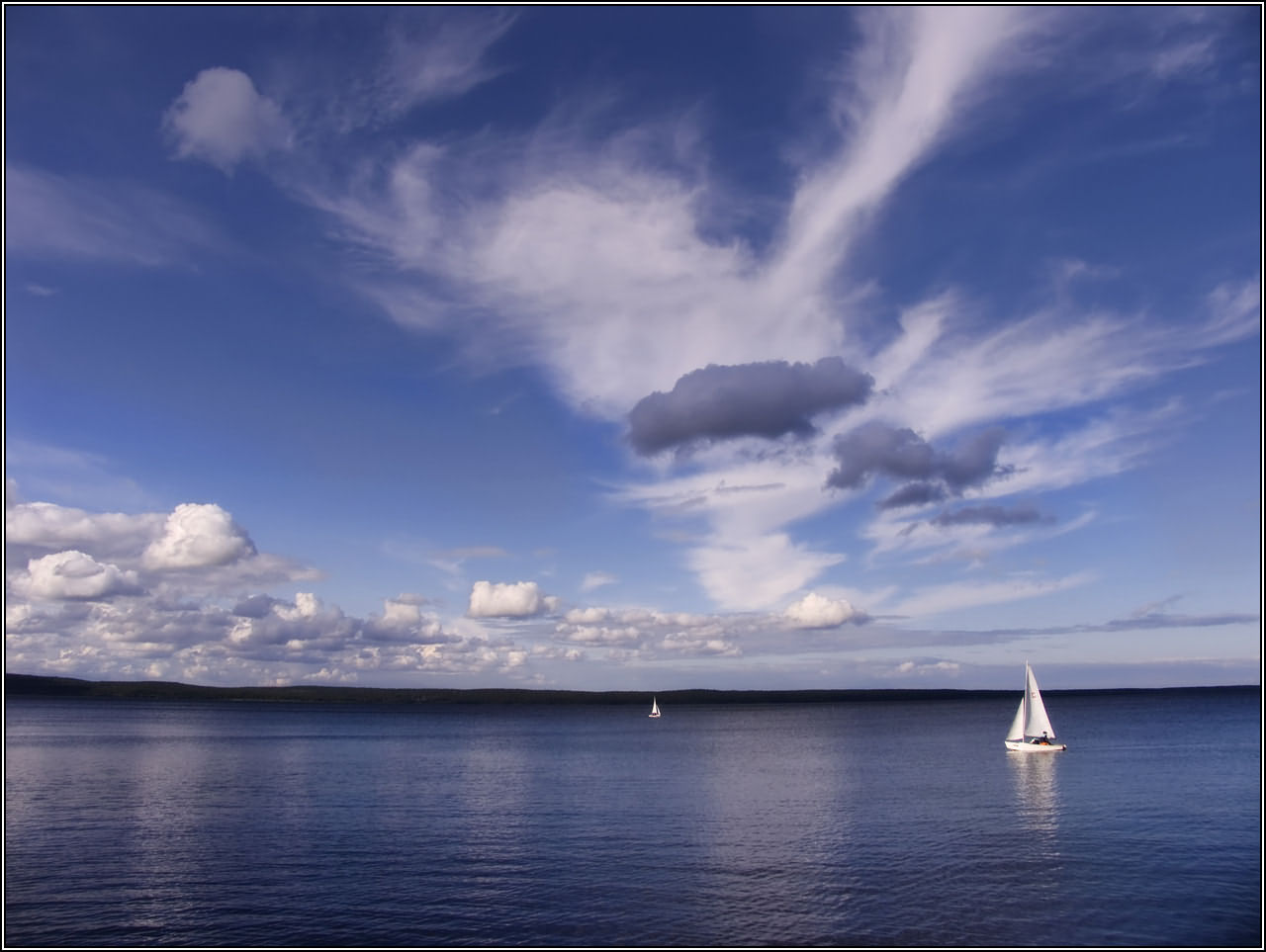
Онего (Петрозаводская губа)
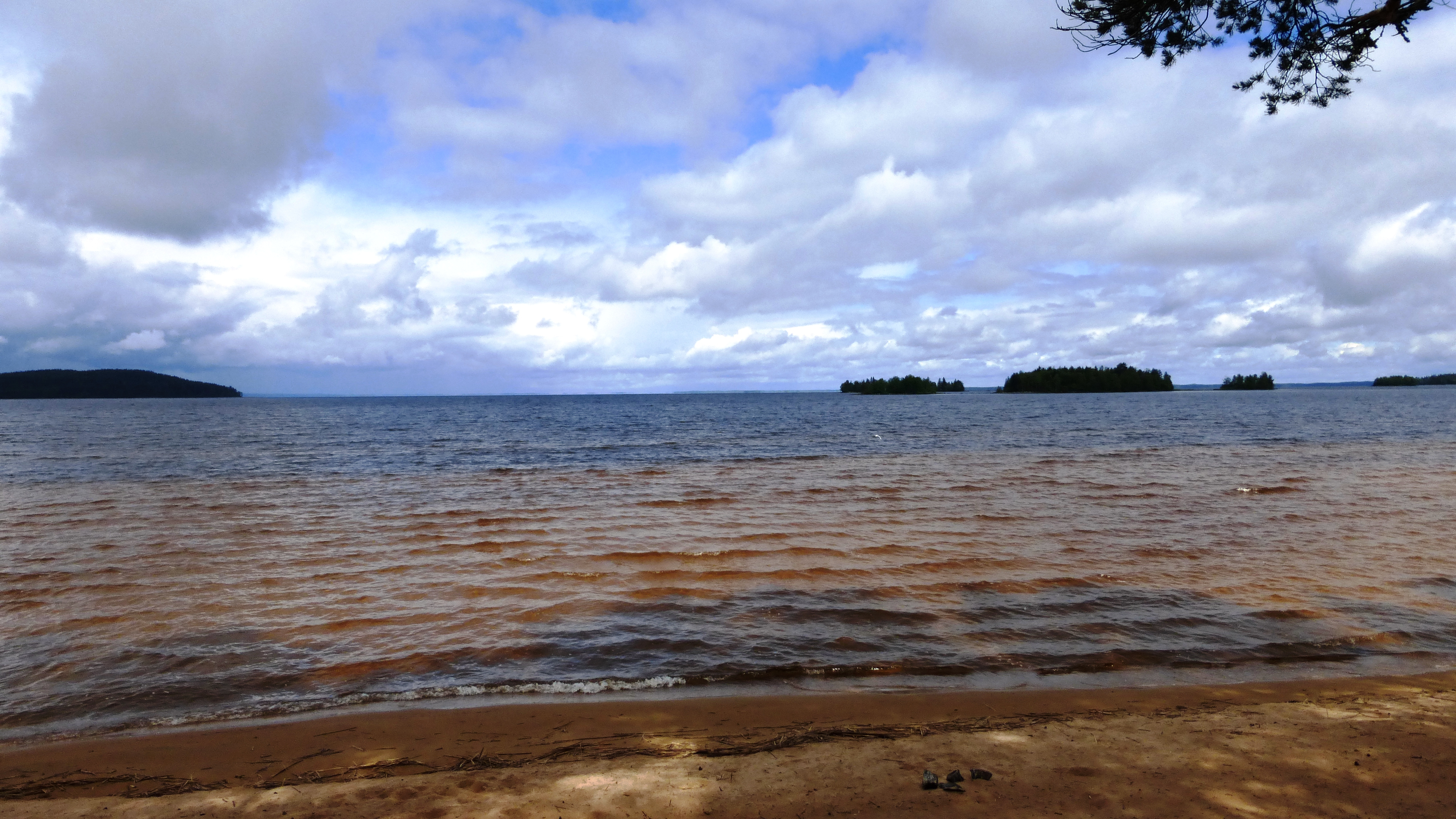
Сямозеро
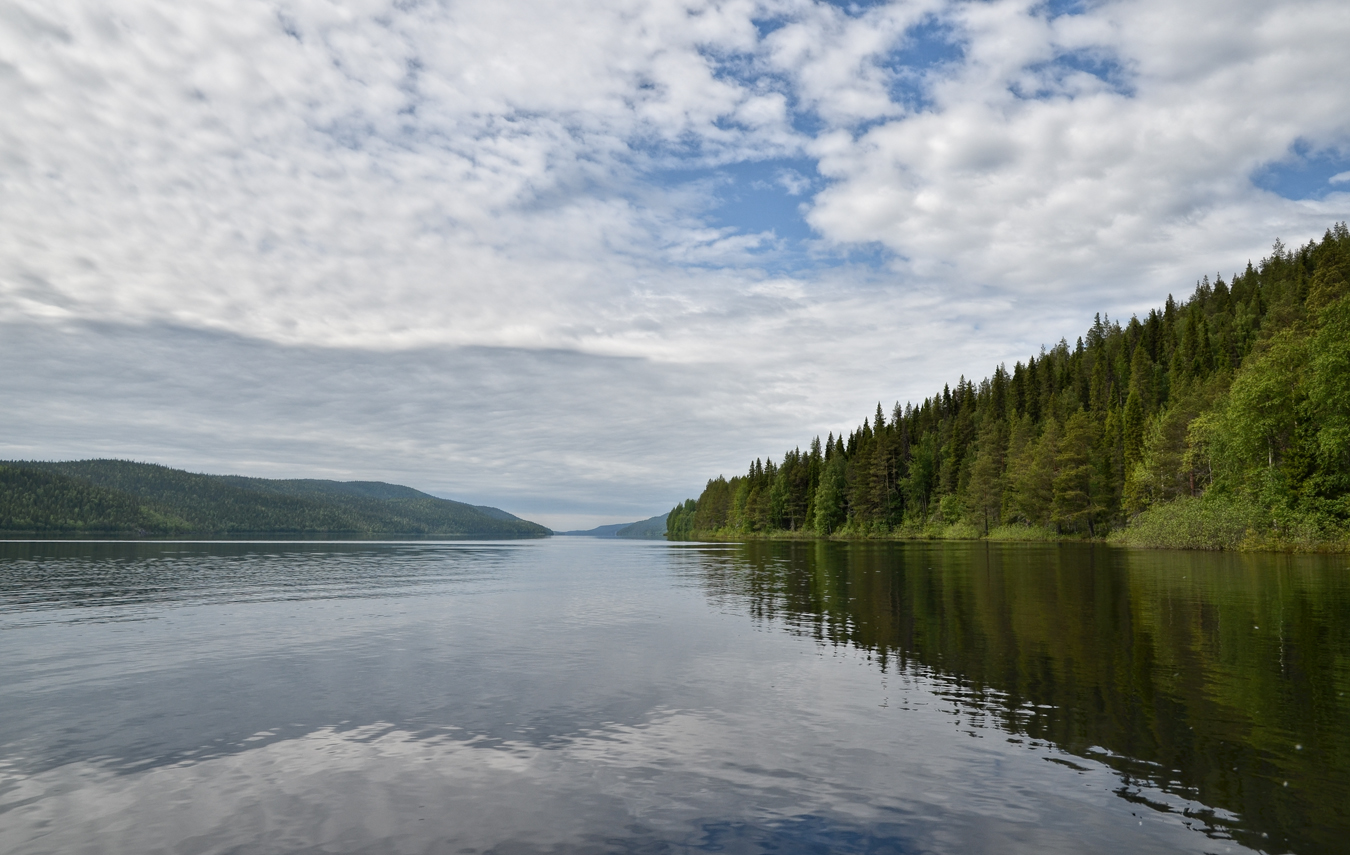
Паанаярви
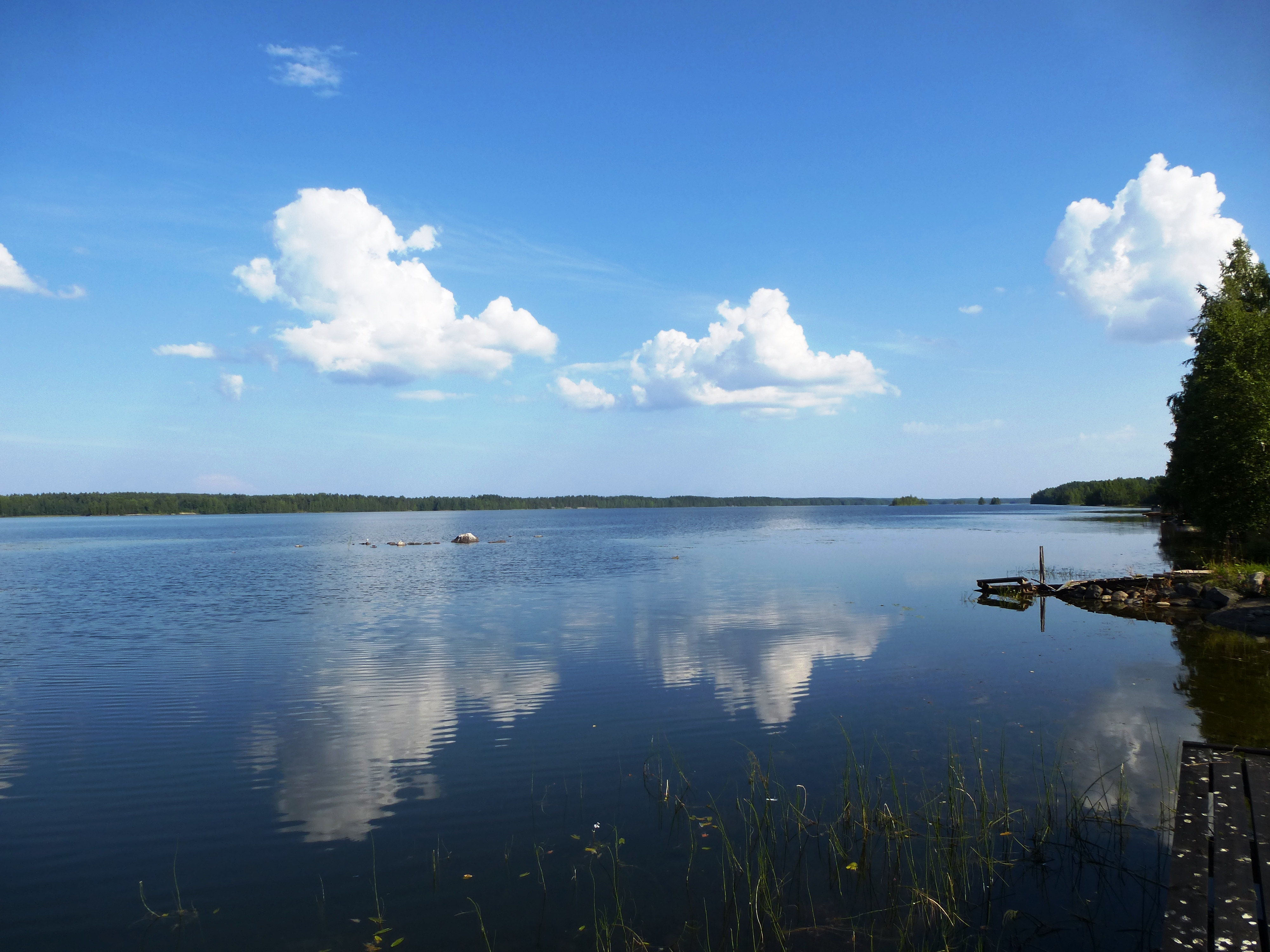
Кончезеро
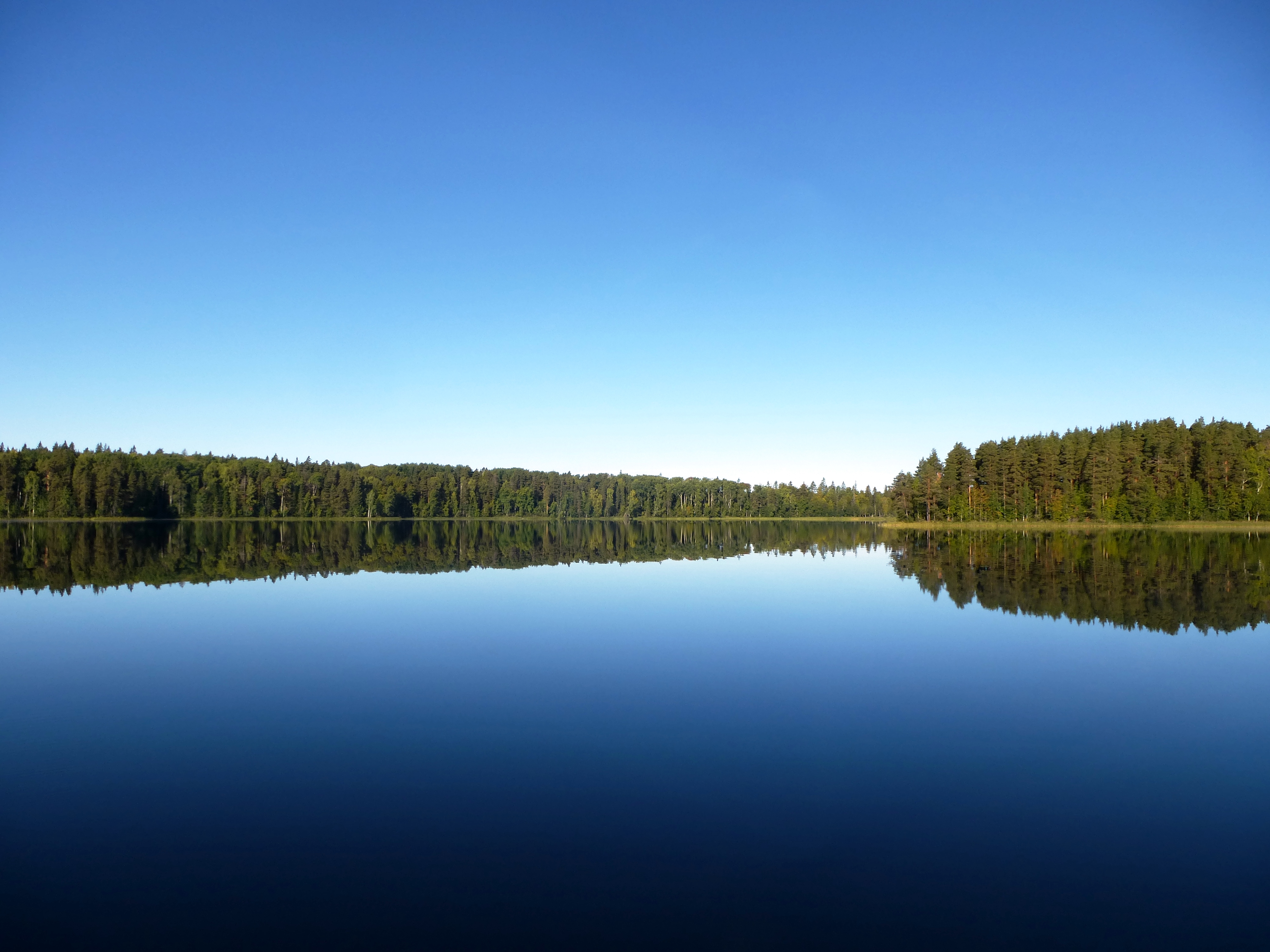
Ангозеро
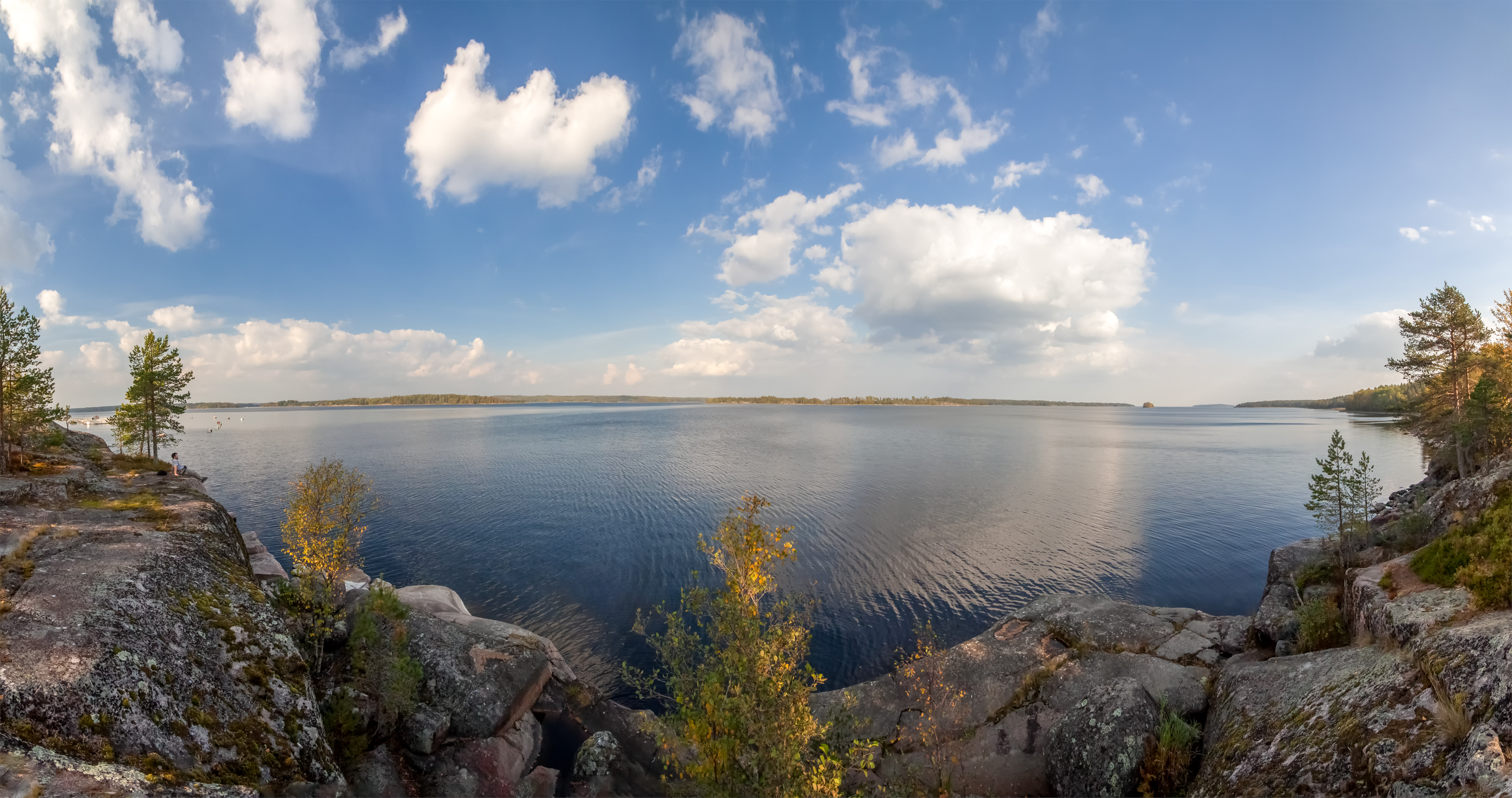
Ладожские шхеры